# Gordan Jandroković

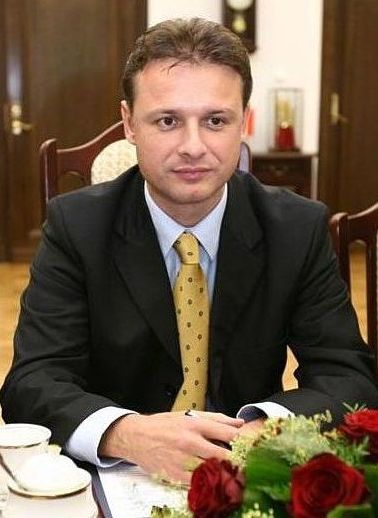
Gordan Jandroković (2008)

Gordan Jandroković (* 2. August 1967 in Bjelovar) ist ein kroatischer Politiker der HDZ-Partei. Nach den Wahlen 2020 wurde er zum Präsidenten des kroatischen Parlaments Sabor gewählt. Von Januar 2008 bis Dezember 2011 war er Außenminister Kroatiens.

## Ausbildung
Jandroković studierte von 1986 bis 1991 Bauingenieurwesen, sowie von 1989 bis 1993 Politikwissenschaft (Bachelor) an der Universität Zagreb. Ab 1996 besuchte er für ein Jahr die Diplomatenschule des kroatischen Außenministeriums. 1995 besuchte er Graduiertenseminare am Clingendael-Institut für Internationale Beziehungen in Den Haag, sowie an der Erasmus-Universität Rotterdam.

## Berufliche Laufbahn
1989 bis 1994 arbeitete Jandroković für eine private Baugesellschaft. Von 1994 bis 2000 war er im kroatischen Außenministerium tätig. 2000 kehrte er in die Privatwirtschaft zurück und arbeitete für die Zagreber Firma Stanić. 2002 wechselte er zur Firma Beming in seine Geburtsstadt Bjelovar. 2003 übernahm er als Parlamentsabgeordneter wiederum ein politisches Amt. In seiner ersten Legislaturperiode war er zunächst Vorsitzender des Parlamentsausschusses für Wirtschaft, Entwicklung und Wiederaufbau und wechselte dann zum außenpolitischen Ausschuss. Zur gleichen Zeit wurde er Vorsitzender der kroatischen Delegation im gemeinsamen parlamentarischen Ausschuss Kroatiens und der Europäischen Union. 2007 wurde sein Parlamentsmandat von den Wählern bestätigt.
Von Januar 2008 bis Dezember 2011 war er Außenminister Kroatiens.

## Parteiämter
Jandroković ist seit 1992 Mitglied der Hrvatska demokratska zajednica (Kroatische Demokratische Union), der Partei des damaligen kroatischen Präsidenten Franjo Tuđman. Seit 2002 ist Jandroković Vorsitzender des Parteiausschusses für Fragen der kleinen und mittleren Unternehmen, sowie seit 2003 des Ausschusses für die Region Bjelovar-Bilogora. 2004 wurde er ins Parteipräsidium gewählt.